# O'Kean, Arkansas
O'Kean là một thị trấn thuộc quận Randolph, tiểu bang Arkansas, Hoa Kỳ. Năm 2010, dân số của thị trấn này là 194 người.

## Dân số
- Dân số năm 2000: 201 người.
- Dân số năm 2010: 194 người.